# Салангана калімантанська
Саланга́на калімантанська (Aerodramus germani) — вид серпокрильцеподібних птахів родини серпокрильцевих (Apodidae). Мешкає в Південно-Східній Азії. Калімантанські салангани раніше вважалися конспецифічними з сундайськими саланганами, однак були визнані окремим видом.

## Опис

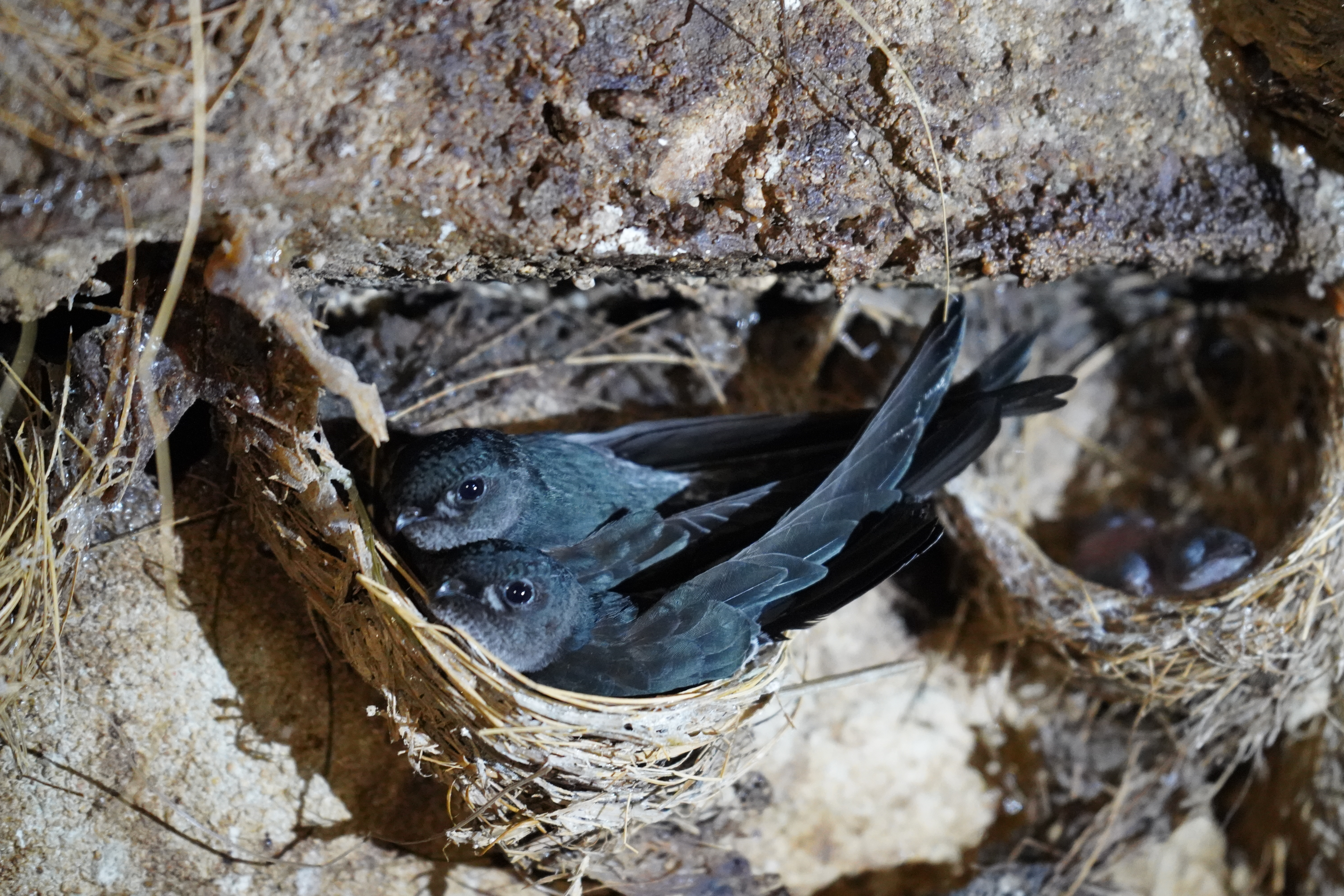
Калімантанські салангани

Довжина птаха становить 11,5-12,5 см, розмах крил становить 12 см, вага 8,7-14,8 г. Хвіст виїмчастий. Верхня частина тіла переважно рівномірно чорнувато-коричнева, боки блідо-сірі. Горло сіре, решта нижньої частини тіла коричнювато-сіра. У представників підвиду A. g. amechanus боки більш сірі, ніж у представників номінативного підвиду.
В польоті птахи видають пронизливі голосові сигнали, також вони використовують короткі тріскучі звуки для ехолокації в печерах.

## Підвиди
Виділяють два підвиди:
- A. g. germani (Oustalet, 1876) — узбережжя Малайського півострова і Індокитая, острови Мьєй[en], острів Хайнань, Філіппіни від Палавана до Паная і Тікао[en];
- A. g. amechanus (Oberholser, 1912) — Анамбаські острови.

## Поширення і екологія
Калімантанські салангани мешкають в М'янмі, Таїланді, Малайзії, Камбоджі, В'єтнамі, Китаї, Індонезії і на Філіппінах. Вони живуть переважно у відкритих місцевостях, іноді в тропічних лісах, на висоті до 2800 м над рівнем моря. Ведуть денний і присмерковий спосіб життя, є найбільш активними у вечірніх сутінках. Формують великі зграї, часто разом з іншими серпокрильцями і ластівками. Живляться різноманітними комахами і павуками, яких ловлять в польоті.
Калімантанські салангани гніздяться в печерах, формують великі колонії. Початок сезону розмноження у них різниться в залежності від регіону. Гніздування переважно відбувається у березні-квітні, в деяких районах протягом всього року. Гніздо майже повністю зі слини, рослинний матеріал при його побудові не використовується. В деяких країнах Азії воно вважається делікатесом. Побудова гнізда триває від 39 до 55 днів. В кладці два білих яйця розміром 20,2×13,6 мм. Інкубаційний період триває 25 днів, насиджують і самиці, і самці. Пташенята покидають гніздо через 43 днів після вилуплення.